# Viennale
Viennale, znane również pod nazwą Międzynarodowy Festiwal Filmowy w Wiedniu – coroczna impreza filmowa o zasięgu międzynarodowym odbywająca się w Wiedniu na przełomie października i listopada począwszy od 1960. 
W czasie trwania festiwalu prezentowane są widzom zarówno filmy fabularne, jak i dokumentalne, krótkometrażowe i eksperymentalne; produkcje austriackie i zagraniczne; filmy najnowsze i retrospektywy mistrzów kina. Liczba festiwalowych widzów w 2014 wyniosła 96 tysięcy.
Głównym festiwalowym trofeum dla najlepszego austriackiego filmu roku jest przyznawana przez wyznaczone jury Wiedeńska Nagroda Filmowa (niem. Wiener Filmpreis). Drugą nagrodą konkursu filmów austriackich jest od 2018 Nagroda Specjalna Jury. Ponadto swoją utrwaloną festiwalową tradycję mają również Nagroda FIPRESCI oraz Nagroda Czytelników "Der Standard", czyli czołowego wiedeńskiego dziennika.
Wiedeńską Nagrodę Filmową przyznano po raz pierwszy w 1987, ale wręczana jest regularnie od 1991. W latach 2009–2017 wprowadzono podział na filmy fabularne i dokumentalne, który zniesiono od 2018.

## Nagrody festiwalowe
1987
- Wiedeńska Nagroda Filmowa: Heidenlöcher, reż. Wolfram Paulus

1991
- Wiedeńska Nagroda Filmowa: Good News: o roznosicielach gazet, martwych psach i innych wiedeńczykach, reż. Ulrich Seidl

1992
- Wiedeńska Nagroda Filmowa: Wina i pamięć, reż. Egon Humer / Wideo Benny’ego, reż. Michael Haneke

1993
- Wiedeńska Nagroda Filmowa: Sąsiad, reż. Götz Spielmann

1994
- Wiedeńska Nagroda Filmowa: Przysięgam, reż. Wolfgang Murnberger

1995
- Wiedeńska Nagroda Filmowa: Szlak mrówek, reż. Michael Glawogger
- Nagroda FIPRESCI:  Babe – świnka z klasą, reż. Chris Noonan /  Korytarz, reż. Šarūnas Bartas

1996
- Wiedeńska Nagroda Filmowa: Na wschód od wojny, reż. Ruth Beckermann
- Nagroda FIPRESCI:  Czy będzie śnieg na Boże Narodzenie?, reż. Sandrine Veysset

1997
- Wiedeńska Nagroda Filmowa: Rok po Dayton, reż. Nikolaus Geyrhalter
- Nagroda FIPRESCI:  Moebius, reż. Gustavo Mosquera R.
  - Wyróżnienie FIPRESCI:  2/dyuo, reż. Nobuhiro Suwa /  Dzień, w którym świnia wpadła do studni, reż. Hong Sang-soo

1998
- Wiedeńska Nagroda Filmowa: Megamiasta, reż. Michael Glawogger
  - Wyróżnienie: Ratrace, reż. Valentin Hitz / Slidin' - Alles bunt und wunderbar, reż. Barbara Albert, Reinhard Jud i Michael Grimm
- Nagroda Czytelników "Der Standard":  Adoptowany syn, reż. Aktan Arym Kubat
- Nagroda FIPRESCI:  Wyśnione życie aniołów, reż. Érick Zonca
  - Wyróżnienie FIPRESCI:  Interior, reż. Jacques Nolot

1999
- Wiedeńska Nagroda Filmowa: Północne peryferia, reż. Barbara Albert
- Nagroda Czytelników "Der Standard":  Najdłuższe lato, reż. Fruit Chan
  - Wyróżnienie:  Siedemnaście lat, reż. Zhang Yuan /  W nowej skórze, reż. Émilie Deleuze
- Nagroda FIPRESCI:  Północne peryferia, reż. Barbara Albert
  - Wyróżnienie FIPRESCI:  Podróże, reż. Emmanuel Finkiel

2000
- Wiedeńska Nagroda Filmowa: Kara, reż. Goran Rebić
- Nagroda Czytelników "Der Standard":  Zbieracze i zbieraczka, reż. Agnès Varda
- Nagroda FIPRESCI:  Suzhou, reż. Lou Ye

2001
- Wiedeńska Nagroda Filmowa: Lovely Rita, reż. Jessica Hausner / W zwierciadle Mai Deren, reż. Martina Kudlácek
- Nagroda Czytelników "Der Standard":  Sobibór, reż. Claude Lanzmann
- Nagroda FIPRESCI:  Odjazd, reż. Laurent Cantet
  - Wyróżnienie FIPRESCI:  Lovely Rita, reż. Jessica Hausner

2002
- Wiedeńska Nagroda Filmowa: Nachtreise, reż. Kenan Kilic
- Nagroda Czytelników "Der Standard":  Miłość na tranzystorach, reż. Pen-Ek Ratanaruang
- Nagroda FIPRESCI:  Niespodziewanie, reż. Diego Lerman
  - Wyróżnienie FIPRESCI:  Wielbłąd(y), reż. Park Ki-yong

2003
- Wiedeńska Nagroda Filmowa: Jezu, Ty wiesz, reż. Ulrich Seidl
- Nagroda Czytelników "Der Standard":  Długa droga do domu, reż. Peter Sollett
- Nagroda FIPRESCI:  Brązowy królik, reż. Vincent Gallo
  - Wyróżnienie FIPRESCI:  Kiedy Otar odszedł, reż. Julie Bertuccelli

2004
- Wiedeńska Nagroda Filmowa: Koszmar Darwina, reż. Hubert Sauper
- Nagroda Czytelników "Der Standard":  Los Muertos, reż. Lisandro Alonso
- Nagroda FIPRESCI:  Do szpiku kości, reż. Debra Granik /  Los Muertos, reż. Lisandro Alonso

2005
- Wiedeńska Nagroda Filmowa: Proces nigeryjskich uchodźców, reż. Angelika Schuster i Tristan Sindelgruber
  - Wyróżnienie: Romane apsa, reż. Zuzana Brejcha
- Nagroda Czytelników "Der Standard":  Wstyd, reż. Li Yu
- Nagroda FIPRESCI:  Estamira, reż. Marcos Prado

2006
- Wiedeńska Nagroda Filmowa: Zdarzyło się przed chwilą, reż. Anja Salomonowitz
- Nagroda Czytelników "Der Standard":  Balordi, reż. Mirjam Kubescha
- Nagroda FIPRESCI:  Honor rycerza, reż. Albert Serra

2007
- Wiedeńska Nagroda Filmowa: Rule of Law: Justiz im Kosovo, reż. Susanne Brandstätter
- Nagroda Czytelników "Der Standard":  Rublowka, reż. Irene Langemann
- Nagroda FIPRESCI:  Shotgun Stories, reż. Jeff Nichols

2008
- Wiedeńska Nagroda Filmowa: Dla chwili wolności, reż. Arash T. Riahi
- Nagroda Czytelników "Der Standard":  Maminsynek, reż. Azazel Jacobs
- Nagroda FIPRESCI:  Nasz ukochany miesiąc sierpień, reż. Miguel Gomes

2009
- Wiedeńska Nagroda Filmowa (film fabularny): Lourdes, reż. Jessica Hausner
- Wiedeńska Nagroda Filmowa (film dokumentalny): Kucharze historii, reż. Peter Kerekes
- Nagroda Czytelników "Der Standard":  Co wiesz o Elly?, reż. Asghar Farhadi
- Nagroda FIPRESCI:  Piosenka o przetrwaniu, reż. Yu Guangyi

2010
- Wiedeńska Nagroda Filmowa (film fabularny): Rammbock, reż. Marvin Kren
- Wiedeńska Nagroda Filmowa (film dokumentalny): Kick Off, reż. Hüseyin Tabak
- Nagroda Czytelników "Der Standard":  Marwencol, reż. Jeff Malmberg
- Nagroda FIPRESCI:  Peryferie, reż. Bogdan George Apetri

2011
- Wiedeńska Nagroda Filmowa (film fabularny): Michael, reż. Markus Schleinzer
- Wiedeńska Nagroda Filmowa (film dokumentalny): Proces, reż. Gerald Igor Hauzenberger
  - Wyróżnienie: David chce odlecieć, reż. David Sieveking
- Nagroda Czytelników "Der Standard":  Najmniejsze miejsce na świecie, reż. Tatiana Huezo
- Nagroda FIPRESCI:  Yatasto, reż. Hermes Paralluelo

2012
- Wiedeńska Nagroda Filmowa (film fabularny): Miłość, reż. Michael Haneke
- Wiedeńska Nagroda Filmowa (film dokumentalny): Ojcowie, matka i ja, reż. Paul-Julien Robert
  - Wyróżnienie: Skoro tak, to jestem mordercą, reż. Walter Manoschek
- Nagroda Czytelników "Der Standard":  Lewiatan, reż. Véréna Paravel i Lucien Castaing-Taylor
- Nagroda FIPRESCI:  Margaret, reż. Kenneth Lonergan

2013
- Wiedeńska Nagroda Filmowa (film fabularny): Raj: miłość, reż. Ulrich Seidl
- Wiedeńska Nagroda Filmowa (film dokumentalny): Sickfuckpeople, reż. Juri Rechinsky
- Nagroda Czytelników "Der Standard":  Dziwny mały kotek, reż. Ramon Zürcher
- Nagroda FIPRESCI:  Grand Central, reż. Rebecca Zlotowski

2014
- Wiedeńska Nagroda Filmowa (film fabularny): Macondo, reż. Sudabeh Mortezai
- Wiedeńska Nagroda Filmowa (film dokumentalny): Jesteśmy waszymi przyjaciółmi, reż. Hubert Sauper
- Nagroda Czytelników "Der Standard":  Ludzie ptaki, reż. Pascale Ferran
- Nagroda FIPRESCI:  Proces, reż. Chaitanya Tamhane

2015
- Wiedeńska Nagroda Filmowa (film fabularny): Widzę, widzę, reż. Veronika Franz i Severin Fiala
- Wiedeńska Nagroda Filmowa (film dokumentalny): Zima na Lampedusie, reż. Jakob Brossmann
- Nagroda Czytelników "Der Standard":  W niepewny czas, reż. Carlos Saboga
- Nagroda FIPRESCI:  Śpiączka, reż. Sara Fattahi

2016
- Wiedeńska Nagroda Filmowa (film fabularny): Za bomby dziękujemy, reż. Barbara Eder
- Wiedeńska Nagroda Filmowa (film dokumentalny): Holz Erde Fleisch, reż. Sigmund Steiner
- Nagroda Czytelników "Der Standard":  W cieniu śmierci, reż. Babak Anvari
- Nagroda FIPRESCI:  Bodkin Ras, reż. Kaweh Modiri

2017
- Wiedeńska Nagroda Filmowa (film fabularny): Przyzwoita kobieta, reż. Lukas Valenta Rinner
- Wiedeńska Nagroda Filmowa (film dokumentalny): Bez tytułu, reż. Michael Glawogger i Monika Willi
- Nagroda Czytelników "Der Standard":  Zniewaga, reż. Ziad Doueiri
- Nagroda FIPRESCI:  Odległa konstelacja, reż. Shevaun Mizrahi

2018
- Wiedeńska Nagroda Filmowa: Joy, reż. Sudabeh Mortezai
- Nagroda Specjalna Jury: Murer – anatomia procesu, reż. Christian Frosch
- Nagroda Czytelników "Der Standard":  Co zrobisz, gdy świat stanie w ogniu?, reż. Roberto Minervini
- Nagroda FIPRESCI:  Bez pracy (1968 - 2018), reż. César Vayssié

2019
- Wiedeńska Nagroda Filmowa: Kosmiczne psy, reż. Elsa Kremser i Levin Peter
- Nagroda Specjalna Jury: Ruchy pobliskiej góry, reż. Sebastian Brameshuber
- Nagroda Czytelników "Der Standard":  Wysoka dziewczyna, reż. Kantiemir Bałagow
- Nagroda FIPRESCI:  Żyrafa, reż. Anna Sofie Hartmann

2020
- Wiedeńska Nagroda Filmowa: Epicentrum, reż. Hubert Sauper
- Nagroda Specjalna Jury: O niedogodności narodzin, reż. Sandra Wollner
- Nagroda Czytelników "Der Standard":  Tragiczna dżungla, reż. Yulene Olaizola
- Nagroda FIPRESCI:  Zabij to i wyjedź z tego miasta, reż. Mariusz Wilczyński

2021
- Wiedeńska Nagroda Filmowa: Wielka wolność, reż. Sebastian Meise
- Nagroda Specjalna Jury: Beatrix, reż. Milena Czernovsky i Lilith Kraxner
- Nagroda Czytelników "Der Standard":  Celtowie, reż. Milica Tomović
- Nagroda FIPRESCI:  Król krab, reż. Alessio Rigo de Righi i Matteo Zoppis

2022
- Wiedeńska Nagroda Filmowa: Słońce, reż. Kurdwin Ayub
- Nagroda Specjalna Jury: Rubikon, reż. Magdalena Lauritsch
- Nagroda Czytelników "Der Standard":  Pamfir, reż. Dmytro Suchołytkij-Sobczuk
- Nagroda FIPRESCI:  Niepokój, reż. Cyril Schäublin

2023
- Wiedeńska Nagroda Filmowa: Symptomy wojny, reż. Juri Rechinsky i Pierre Crom
- Nagroda Specjalna Jury: Europa, reż. Sudabeh Mortezai
- Nagroda Czytelników "Der Standard":  Ognisty cień, reż. Shin’ya Tsukamoto
- Nagroda FIPRESCI:  Siostrzeństwo świętej sauny, reż. Anna Hints